# Andon Nikolov
Andon Nikolov (em búlgaro:  Андон Николов; 15 de junho de 1951, em Sófia) é um ex-halterofilista da Bulgária.
Andon Nikolov participou dos Jogos Olímpicos de 1972, em Munique, organizados também como campeonato mundial de halterofilismo. Ele ganhou ouro na categoria até 90 kg (meio pesado), com 525 kg no total combinado (180 no desenvolvimento [movimento-padrão abolido em 1973], 155 no arranque e 190 no arremesso).
Ele também ganhou dois bronzes (1972, 1978) e duas pratas (1973, 1974) em campeonatos europeus.
Estabeleceu dois recordes mundiais, que foram:
| Data      | Disciplina | Marca    | Classe de peso | Lugar   |
| 23.2.1974 | Arranque   | 170,5 kg | Meio pesado    | Burgas  |
| 27.4.1974 | Arranque   | 172,5 kg | Meio pesado    | Braunau |
| 27.4.1974 | Arranque   | 175 kg   | Meio pesado    | Braunau |
| 27.4.1974 | Total      | 382,5 kg | Meio pesado    | Braunau |